# Rohács Réka
Rohács Réka (Budapest, 2000. május 28. –) világbajnoki ezüstérmes, Európa-bajnoki bronzérmes magyar úszó.

## Sportpályafutása
A 2015-ös ifjúsági nyílt vízi Európa-bajnokságon a 15-16 éves korosztályban hetedik lett.
2016 szeptemberében az olaszországi Piombinoban rendezett junior nyílt vízi úszó-Európa-bajnokságon a 16-17 éves lányok 7,5 km-es versenyében negyedik, a 14-16 évesek 5 km-es csapatversenyében (Juhász Janka, Kalmár Ákos, Fábián Milán) pedig ezüstérmes lett.
2017. augusztus elején a Marseille-ben rendezett junior nyílt vízi úszó-Európa-bajnokságon a 14-17 éves lányok 7,5 km-es versenyében a negyedik helyen ért célba, az U19-esek 5 km-es csapatversenyében (Juhász Janka, Drigán Zoltán, Huszti Dávid) pedig bronzérmes lett.
2018 júliusában a máltai Sliemában rendezett junior nyílt vízi úszó-Európa-bajnokságon a 18-19 éves lányok 10 km-es versenyében ezüstérmes lett. Szeptemberben az izraeli Eilatban rendezett junior nyílt vízi úszó-világbajnokságon a 18-19 éves lányok 10 km-es versenyében bronzérmet szerzett, míg az U19-esek 5 km-es csapatversenyében (Vas Luca, Fábián Milán, Gálicz Péter) 6. helyezett lett.
2019 júliusában a dél-koreai Kvangdzsuban rendezett világbajnokságon 5 kilométeren a 18., 10 kilométeren a 22. helyen ért célba, a 6 kilométeres csapatversenyben (Olasz Anna, Gyurta Gergely, Rasovszky Kristóf) pedig 8. lett. Augusztus elején a csehországi Račicében rendezett junior nyílt vízi úszó-Európa-bajnokságon a 18-19 évesek 10 km-es versenyében a hatodik, az U19-esek 5 km-es csapatversenyben (Balogh Vivien, Tabi Zoltán, Huszti Dávid) pedig a negyedik lett. Októberben a Dohában rendezett az évi strand világjátékokon (ANOC World Beach Games) 5 km-en a 10. helyen ért célba.
2021 májusában a Budapesten rendezett Európa-bajnokságon 10 kilométeren a 10. helyen ért célba, az 5 kilométeres csapatversenyben (Olasz Anna, Rasovszky Kristóf, Betlehem Dávid) pedig bronzérmes lett.
2022. június végén a budapesti világbajnokságon 5 kilométeren a 15., 25 kilométeren a 8., míg a 6 kilométeres csapatversenyben (Olasz Anna, Rasovszky Kristóf, Betlehem Dávid) ezüstérmes lett.